# 新瓦西里夫卡 (海尼切斯克區)

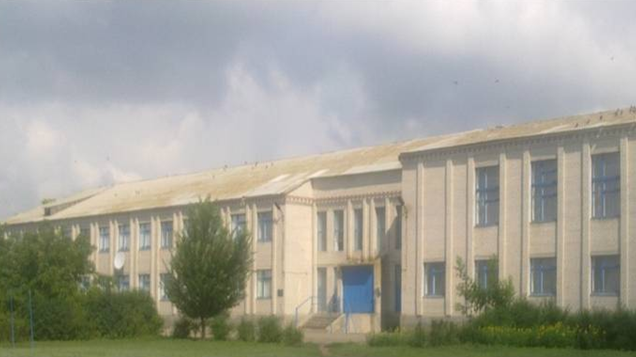
学校

46°38′53″N 34°32′38″E / 46.64806°N 34.54389°E
新瓦西里夫卡（烏克蘭語：Нововасилівка）是位於烏克蘭南部的村莊，由赫爾松州海尼切斯克區的伊萬尼夫卡市鎮負責管轄。該村始建於1907年，面積60.5平方公里，海拔高度36米，2001年人口826，人口密度每平方公里13.7人。